# الانتخابات الرئاسية في تنجانيقا 1962
الانتخابات الرئاسية في تنجانيقا 1962 هي انتخابات رئاسية جرت في 1962، في تنجانيقا.
فاز بالانتخابات جوليوس نيريري.